# マンコ・インカ・ユパンキ

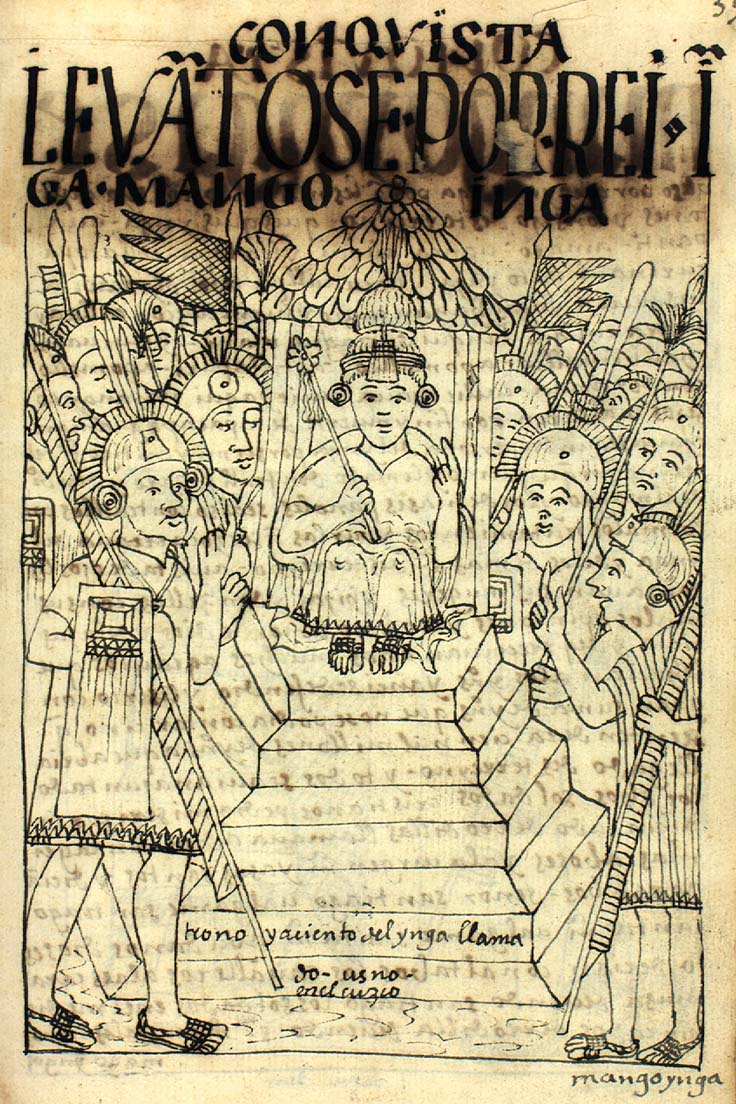
マンコ・インカ・ユパンキ（画家：ワマン・ポマ）

マンコ・インカ・ユパンキ（ケチュア語: Manqu Inka Yupanki 、西: Manco Inca Yupanqui 、1516年-1544年、在位：1533年-1544年）は、名目上インカ帝国最後（15代）の皇帝である。マンコ・カパック2世（Manco Cápac II）とも呼ばれる。

## 概要
父は11代皇帝ワイナ・カパック（Huayna Capac）。兄に12代ワスカル（Huascar）、13代アタワルパ（Atahualpa）、14代トゥパック・ワルパ（Tupac Huallpa）がいる。子に山岳地帯の亡命政権の皇帝であったサイリ・トゥパック（Sayri Tupaq）、ティトゥ・クシ（Titu Cusi）、トゥパック・アマル（Tupaq Amaru）らがいる。一説に、ワイナ・カパックの子ではなく下級貴族出身ともいう。
コンキスタドールであるフランシスコ・ピサロにより擁立された傀儡皇帝トゥパック・ワルパが1533年に天然痘で死去した後、王族が死に絶えていたインカ帝国を統治するための協定を締結するため、カハマルカでピサロとその同僚であったディエゴ・デ・アルマグロに接近した。征服者は翌1534年、これに同意。ピサロによりクスコでインカ皇帝に即位した。
しかし、スペイン人の傀儡に過ぎないことに気付き、1536年ピサロが新首都となったリマに行きアルマグロがチリ方面の探検に出ている間に、宗教儀式の実行に見せかけクスコを脱け出し、10万人に及ぶインカの戦士を集め、クスコに進撃した。この戦役は10カ月続いたが、クスコは落ちず、その間インカの戦士の多くが天然痘により死亡した。
マンコ・インカは、1537年、ビルカバンバ（Vilcabamba）に後退した（新しい「ビルカバンバ（Vilcabamba）のインカ帝国」は1572年にトゥパック・アマルが死ぬまで新帝国の首都であった）。翌年、スペイン人は、マンコ・インカの姉妹にして妻のクラ・オクリョを捕らえ、殺害した。 
1541年、アルマグロ一派による総督ピサロ殺害が起き、暗殺者とマンコ・インカは合流した。しかし、彼らは新総督からの指示をうけ、マンコ・インカをも暗殺。サイリ・トゥパックが後を継いだ。没年齢は27～28歳。

## 関連文献
- ティトゥ・クシ・ユパンギ『インカの反乱 被征服者の声』染田秀藤訳、岩波文庫、1987年